# Ганс Арп

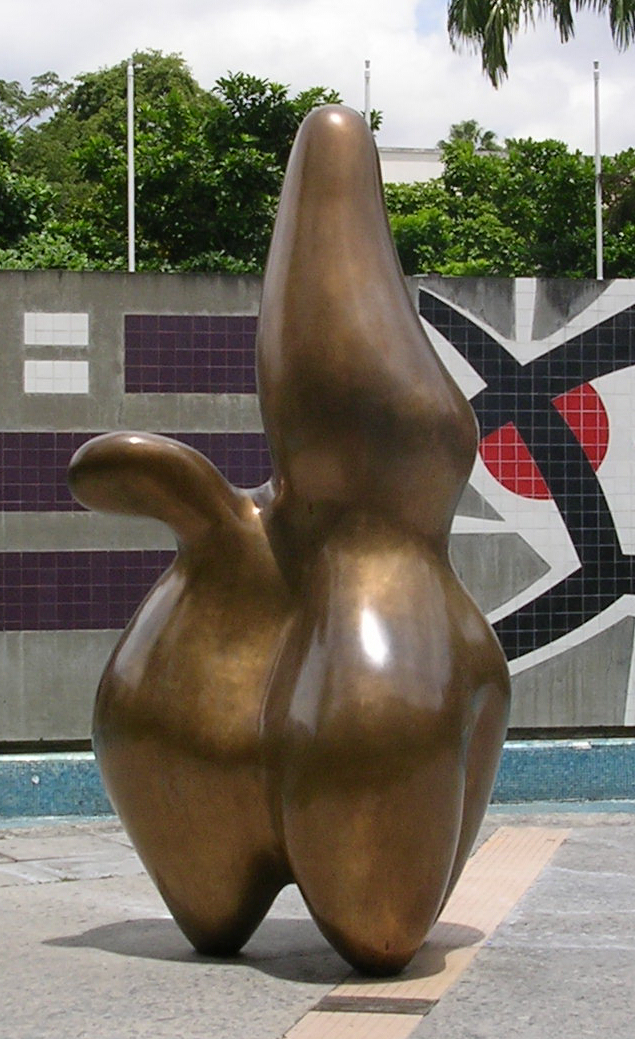
Г.Арп. Пастух хмар. Венесуельський університет. Каракас

Ганс Арп (нім. Hans Arp, фр. Jean Arp) (1886—1966) — німецький і французький скульптор, художник, графік, поет німецького походження, представник абстракціонізму і дадаїзму; скульптури, рельєфи, колажі, літературні твори. Чоловік швейцарської художниці, дизайнерки, скульпторки та танцівниці Софі Тойбер-Арп.

## Ранні роки життя
Арп народився в Штрасбурзі (нині Страсбург), протягом періоду франко-прусської війни, коли ця територія була відома як Альзас-Лотарін (Elsass-Lotringen на німецькій мові), від французької матері та німецького батька. Після повернення Ельзаса до Франції наприкінці Першої світової війни французький закон визначив, що його ім'я змінюється "Жан". Арп продовжуватиме посилатися на себе "Ганс", розмовляючи німецькою мовою.

## Кар'єра
У 1904 році, після випуску з Еколей Де-Арс-Ет-Метьєс у Штрасбурзі, Арп почав діяльність у Парижі, де вперше опублікував свою поезію. З 1905 по 1907 рр. навчався в Кунсчулі в Веймарі, Німеччина, а в 1908 році повернувся до Парижа, де відвідував Академію Юліан. Арп був засновником сучасного Бунда в Люцерну, брав участь у виставках Бунду з 1911 по 1913 рр.
У 1912 році поїхав до Мюнхена і покликав з собою впливового російського художника Кандинського. Пізніше того ж року брав участь у великій виставці в Цюриху, разом з Анрі Матіссом, Робертом Делоне та Кандинським. У Берліні в 1913 отримав покровительство Херворта Вальдена, дилера та редактора журналу, який був у ті часи однією з найпотужніших фігур європейського авангарду.
У 1915 році переїхав до Швейцарії, щоб скористатися швейцарським нейтралітетом. 
На виставці того ж року Арп вперше зустрівся з художницею Софі Тойбер, з якою вони повинні були стати партнерами у виготовленні творів мистецтва. Художниця оказала великий вплив на стиль та бачення Ганса. Вони одружилися з 20 жовтня 1922 року.
У 1916 році Гуго Бол відкрив Кабаре Вольтер, що повинно було стати центром діяльності Дади в Цюриху для групи митців. Туди входили: Арп, Марсель Дженко, Трістан Тцара та інші. У 1920 році, як Ганс Арп разом з Максом Ернстом та соціальним активістом Альфредом Грюнвальдом створили групу Кельн Дада. У 1925 році його робота з'явилася на першій виставці сюрреалістичної групи на Гальрі П'єрі в Парижі.
У 1926 р. Арп переїхав до Паризького передмістя Медона. У 1931 році він трансформував сюрреалістську творчість, щоб створити абстракцію-креацію. Починаючи з 1930-х років, художник заглибив зусилля з колажу та барельєфу, щоб створювати бронзові та кам'яні скульптури. Він виготовив кілька невеликих робіт з багатьох елементів, з якими глядач міг проводити інтеракцію: торкатись, відкріплювати деталі, змінювати їх положення.
Протягом 1930-х років і до кінця життя писав і опублікував есе та поезію. У 1942 році втік з дому в Меудоні, щоб уникнути німецької окупації та жив у Цюриху, поки не закінчилася війна.
Арп відвідав Нью-Йорк у 1949 році заради сольної виставку в галереї Бухгольц. У 1950 році  був запрошений виконувати барельєф для Гарвардського університету в Кембриджі, штат Массачусетс, а також  фрес у будівлі ЮНЕСКО у Парижі. Артур та Мадлен Левая, Галерея Шалета, які знали Арпа ще з Європи, стали представниками його галереї в Нью-Йорку наприкінці 1950-х років,сприяли його репутації на американській стороні Атлантики.

## Сторінки біографії

### Каталоги виставок
- Hans Arp 1886—1986. Rolandseck: Stiftung Hans Arp und Sophie Taeuber-Arp; Stiftung Bahnhof Rolandseck, 1986
- Hans Arp (1886—1966) zum 100. Geburtstag. Zürich: Kunsthaus Zürich, 1986.
- Hans Arp 1886—1966: Druckgrafik. München: Edition e, 1986
- Hans Arp, Sophie Taeuber-Arp. Ostfildern-Ruit: G. Hatje, 1996
- Hans Arp 1886—1966. Berlin: Kulturstiftung der Länder, 1997
- Hans Arp, Worte Ania Harms (Hrsg.). Oberursel: A. Harms, 2002
- Schwitters — Arp/ Hrsg. Hartwig Fischer. Ostfildern-Ruit: Hatje Cantz, 2004
- Hans Arp, Göttinnen umgeben von ihren Rosen und Schlangen/ Ania Harms (Hrsg.). Oberursel: A. Harms, 2005
- Hans Arp, Singendes Blau/ Ania Harms (Hrsg.). Oberursel: A. Harms, 2006
- Ханс Арп. Скульптура. Графика. — М.: ГМИИ им. А. С. Пушкина, 1990

### Літературні твори
- Gesammelte Gedichte. Bd.1-3. — Zurich; Wiesbaden, 1966—1984.
- Arp on Arp: poems, essays, memories. — New York: Viking Press, 1972.
- Sable de lune: poèmes choisis. — Paris: Arfuyen, 2005.
- [Стихи] / Пер. В.Куприянова // Вести дождя Стихи поэтов ФРГ и Западного Берлина. — М.: 1987. — С. 168—173.
- [Стихи] / Пер. В.Микушевича // Ханс Арп. Скульптура. Графика. — М.: ГМИИ им. А. С. Пушкина, 1990. — С. 174—187
- Безымянный зверинец. Пер. С.Дубина // Андре Бретон. Антология черного юмора. — М.: Carte Blanche, 1999. — С. 379—381.
- Насос облаков. Пер. В. Парнаха // Парнах В. Жирафовидный истукан. — М.: «Пятая страна», «Гилея», 2000. — С. 107. — ISBN 5-901250-01-X.
- Поэзия французского сюрреализма. — СПб: Амфора, 2003. — С. 217—228.